# Walter Brandmüller
Walter Brandmüller (Ansbach, 5 de junho de 1929) é um cardeal alemão, presidente emérito do Pontifício Comitê das Ciências Históricas. Foi criado cardeal no Consistório Ordinário Público de 2010 pelo Papa Bento XVI, com o título de Cardeal-diácono de S. Giuliano dei Fiamminghi.

## Biografia
Foi ordenado padre em 26 de julho de 1953, em Bamberg, por Joseph Otto Kolb, arcebispo de Bamberg, sendo incardinado nessa arquidiocese. Realizou seu trabalho pastoral na igreja de Sankt Johannes, Kronach, de 1953 a 1957 e na igreja de Sankt Martin, de Bamberg, entre 1957 e 1960. Depois, estudou na Universidade Ludwig Maximilian em Munique; em 1963, obteve o doutorado (tese de doutorado: Das Wiedererstehen katholischer Gemeinden in den Fürstentümern Ansbach und Bayreuth) e obteve a habilitação em 1967 com a dissertação Das Konzil von Pavia-Siena (1423-1424).
Professor de História da Igreja e Patrologia da Universidade de Dillingen, de 30 de outubro de 1969 a 1971. Ele ensinou de 7 de outubro de 1970 até sua aposentadoria em 1997 como professor de História da Igreja Moderna e Medieval na Universidade de Augsburgo. De 1971 a 1998, foi pároco em Maria Himmelfahrt, Walleshausen, da Diocese de Augsburgo. Especializado em história conciliar, é fundador e editor da revista Annuarium conciliorum historiae (Paderborn, 1969) e da série "Konziliengeschichte" (1979), que já publicou trinta e sete volumes. Ele também publicou o "Manual da História da Igreja da Baviera" (St. Ottilie, 1991-1999, 3 vols em 4). Em 17 de julho de 1983, tornou-se Prelado de Honra de Sua Santidade. É cônego do capítulo da Basílica de São Pedro desde 1997. De 13 de junho de 1998 a 3 de dezembro de 2009, foi presidente do Pontifício Comitê das Ciências Históricas.
Em 20 de outubro de 2010, foi anunciada a sua criação como cardeal pelo Papa Bento XVI. Para cumprir o cânon que versa sobre a consagração dos futuros cardeais, foi nomeado arcebispo-titular de Cæsarea in Mauretania, sendo consagrado em 13 de novembro, na igreja de Santa Maria dell'Anima, em Roma, pelo Cardeal Raffaele Farina, S.D.B., arquivista e bibliotecário da Santa Igreja Romana, assistido por Ludwig Schick, arcebispo de Bamberg, e por Giuseppe De Andrea, núncio apostólico e assessor da Ordem Equestre do Santo Sepulcro de Jerusalém. O Arcebispo Schick de Bamberg trouxe a Roma o báculo do Arcebispo Kolb, que ordenou o futuro cardeal ao sacerdócio, como um empréstimo; o Arcebispo Brandmüller deve usá-lo durante as liturgias pontifícias e, após sua morte, a arquidiocese de Bamberg o receberá de volta.
No Consistório Ordinário Público de 2010, realizado em 20 de novembro, recebeu o barrete vermelho e o título de cardeal-diácono de São Juliano dos Flamengos. Ele é um dos quatro cardeais que apresentaram a "dubia" ao Papa Francisco, buscando esclarecimentos sobre a exortação apostólica pós-sinodal "Amoris Laetitia".
No Consistório realizado em 3 de maio de 2021, optou pela ordem dos cardeais-presbíteros, mantendo sua diaconia pro hac vice.

## Conclaves
- Conclave de 2013 - não participou da eleição de Jorge Mario Bergoglio como Papa Francisco, pois não era um cardeal votante quando da sua criação como cardeal.